# Gaétan Boucher Oval
Het Centre de glaces Intact Assurance (voorheen: Gaétan Boucher Oval) is de ijsbaan van Québec. Het ijscentrum is vernoemd naar een sponsor, de ijsbaan naar de Canadese sprinter Gaétan Boucher, tweevoudig Olympisch kampioen van Sarajevo 1984. Laurent Dubreuil, zilver in Peking 2022, inspireerde de overkapping van de baan. De bouw van de ijshal begon in september 2018. De hal werd in de zomer van 2021 geopend.
Tussen 13 en 16 oktober 2022 werd hier het nationaal kampioenschap per afstand gehouden. Sinds maart 2024 staat de ijsbaan op de 11e plaats op de lijst snelste ijsbanen ter wereld.

## Grote wedstrijden
Wereldbekerwedstrijden
- 2023/2024 - Wereldbeker 6

## Baanrecords
| Afstand              | Schaatser                                       | Land | Tijd     | Datum      |
| -------------------- | ----------------------------------------------- | ---- | -------- | ---------- |
| 500 m                | Jordan Stolz                                    | USA  | 34,36    | 04-02-2024 |
| 1000 m               | Laurent Dubreuil                                | CAN  | 1.07,94  | 14-10-2022 |
| 1500 m               | Jordan Stolz                                    | USA  | 1.44,01  | 03-02-2024 |
| 3000 m               | Graeme Fish                                     | CAN  | 3.48,54  | 08-10-2022 |
| 5000 m               | Ted-Jan Bloemen                                 | CAN  | 6.13,87  | 02-02-2024 |
| 10.000 m             | Ted-Jan Bloemen                                 | CAN  | 12.51,77 | 14-10-2022 |
| Ploegenachtervolging | Chung Jae-won Yang Ho-jun Um Cheon-ho           | KOR  | 3.47,17  | 04-12-2022 |
| Teamsprint           | Laurent Dubreuil Christopher Fiola David La Rue | CAN  | 1.20,59  | 02-12-2022 |
| 2×500 m              | nog niet gereden                                |      |          |            |
| Sprintvierkamp       | nog niet gereden                                |      |          |            |
| Grote vierkamp       | nog niet gereden                                |      |          |            |

| Afstand              | Schaatsster                                        | Land    | Tijd    | Datum                 |
| -------------------- | -------------------------------------------------- | ------- | ------- | --------------------- |
| 500 m                | Kim Min-sun                                        | KOR     | 37,69   | 03-02-2024            |
| 1000 m               | Miho Takagi                                        | JPN     | 1.14,19 | 02-02-2024            |
| 1500 m               | Ivanie Blondin Joy Beune                           | CAN NED | 1.55,50 | 15-10-2022 04-02-2024 |
| 3000 m               | Isabelle Weidemann                                 | CAN     | 4.00,20 | 13-10-2022            |
| 5000 m               | Isabelle Weidemann                                 | CAN     | 6.48,58 | 14-10-2022            |
| Ploegenachtervolging | Maddison Pearman Béatrice Lamarche Valerie Maltais | CAN     | 3.06,87 | 04-12-2022            |
| Teamsprint           | Chong Pei Zhang Lina Binyu Yang                    | CHN     | 1.30,59 | 02-12-2022            |
| 2×500 m              | nog niet gereden                                   |         |         |                       |
| Sprintvierkamp       | nog niet gereden                                   |         |         |                       |
| Kleine vierkamp      | nog niet gereden                                   |         |         |                       |

## Gaétan Boucher Oval
De Gaétan Boucher Oval was de ijsbaan in de openlucht, voordat er het Centre de glaces Intact Assurance van is gemaakt. De ijsbaan is vernoemd naar de Canadese sprinter Gaétan Boucher, Olympisch kampioen van Sarajevo 1984. In 1972 werd op deze locatie een natuurijsbaan aangelegd. Wegens het succes van Boucher werd de baan in 1985 verbouwd tot kunstijsbaan.

## Grote wedstrijden
Internationale kampioenschappen
- 1981 - WK allround vrouwen
- 1986 - WK junioren
- 1987 - WK sprint

Wereldbekerwedstrijden
- 1991/1992 - Wereldbeker 6 mannen

Continentale kampioenschappen
- 2002 - CK Noord-Amerika & Oceanië

Nationale kampioenschappen
- 1995 - CK allround
- 1995 - CK sprint
- 1999 - CK allround

Huidige erkende ijsbanen

Voormalige ijsbanen

Arena Ritten ·
Asama Onsen Skating Rink ·
De Bonte Wever ·
De Uithof ·
Vechtsebanen ·
Sportpaleis Krylatskoje ·
IJsstadion Davos · 
Fram kunstisbane ·
Gaétan Boucher Oval ·
Gunda Niemann-Stirnemann Halle ·
Hamar Stadion ·
Heilongjiang Indoor Rink ·
Horst-Dohm-Eisstadion ·
Ice Arena Tomaszów Mazowiecki ·
IJssportcentrum Eindhoven ·
IJsstadion Stadspark ·
Isstadion Eskilstuna ·
James B. Sheffield Olympic Skating Rink ·
Jeonju Ice Rink ·
Provinciale ijsbaan van Jilin ·
Guidant John Rose Minnesota Oval ·
Kometa ·
Leangen Kunstis ·
Lövsta Idrottsplats ·
Ludwig Schwabl Stadion ·
M-Wave ·
Machiyama Highland Skating Center ·
Max Aicher Arena ·
Medeo ·
Minsk Arena ·
National Speed Skating Oval ·
No Mori Skating Centre ·
Olympia Eisstadion Innsbruck ·
Olympic Oval ·
Oulunkylä ·
Oval Lingotto ·
Pettit National Ice Center ·
Ruddalens IP ·
Savalen kunstisbane ·
Skien isstadion ·
Slåtthaug kunstisbane ·
Sørmarka Arena ·
Sportforum Hohenschönhausen ·
Sportpaleis Alau ·
Stade de Patinage Olympique ·
Stadio del Ghiaccio ·
Taereung Ice Rink ·
Thialf ·
Tokachi Oval ·
Tomakomai Highland Sport Center ·
Tor Stegny ·
Uiam Rink ·
Uralskaja Molnija ·
US High Mountain Altitude Sportcenter ·
Utah Olympic Oval ·
Valle Hovin kunstisbane ·
Vikingskipet ·
Skating Center Karuizawa